# Janvier 1918 (guerre mondiale)
Décembre 1917 - Janvier 1918 - février 1918
- 4 janvier : 
  - reconnaissance de l'indépendance finlandaise par les principaux belligérants.

- 5 janvier :
  - Discours de Lloyd George au congrès des Trade Unions britanniques, officialisant le refus d'une paix séparée germano-britannique[1].

- 7 janvier : 
  - Arrivée de Léon Trotski à Brest-Litovsk : il reprend les négociations de paix avec les puissances centrales pour le compte du nouveau pouvoir russe[2].

- 8 janvier : 
  - Publication des quatorze points du président Wilson, fixant les objectifs assignés au conflit par les États-Unis[3].

- 9 janvier :
  - Reprise des négociations entre les puissances centrales, d'une part, et la Russie de l'autre, en vue de la conclusion d'une paix entre le Reich et ses alliés d'une part, et la Russie de l'autre[4].

- 10 janvier :
  - Arrivée d'une délégation ukrainienne chargée de négocier la paix entre l'Ukraine nouvellement indépendante avec les puissances centrales[4].
  - Réunion du comité confédéral de la CGT : approbation du programme des Quatorze points par la CGT[5].

- 11 janvier : 
  - Interpellé à la chambre des Députés, Stephen Pichon, ministre des affaires étrangères, définit les quatorze points comme les buts de guerre des Alliés[6].

- 14 janvier : 
  - Déclenchement d'une vague de grèves dans la double monarchie[7].
  - Arrestation de Joseph Caillaux, partisan d'un rapprochement avec le Reich, pour intelligence avec l'ennemi.

- 18 janvier : 
  - Exposition de buts de guerre allemands en Russie lors de la session de la conférence de paix entre les représentants allemands et les plénipotentiaires envoyés par le nouveau gouvernement russe[7].

- 22 janvier : 
  - Approbation par le comité central du parti bolchevik de la ligne politique prônée par Léon Trotsky, qui consiste à se retirer du conflit sans signer d'accord avec le Reich et ses alliés[8].

- 24 janvier :
- Conférence de Compiègne : les Alliés fixent leur stratégie pour la campagne de 1918 ; ils s'accordent sur la mise en œuvre d'une stricte défensive[9]
  - Discours de Georg von Hertling, chancelier impérial, devant le Reichstag : le chancelier cherche à concilier la gauche et la droite avec un discours peu clair[10].
  - Discours d'Ottokar Czernin, ministre austro-hongrois des affaires étrangères, devant le parlement autrichien : le ministre austro-hongrois se montre favorable à l'ouverture de négociations de paix avec les Alliés sur la base des quatorze points[11].

- 27 janvier :
  - Début de la guerre civile finlandaise.

- 28 janvier : 
  - premier combat aérien nocturne.
  - Déclenchement d'une vague de grèves dans le Reich, destinée à imposer au gouvernement impérial l'ouverture de négociations de paix avec les Alliés[7].

- 29 janvier : 
  - Proclamation de l'état de siège à Berlin pour tenter d'endiguer les grèves à caractère pacifiste qui se développent en Prusse[12].

- 30 janvier : 
  - raid aérien allemand contre Paris menée par seize bombardiers allemands Gotha G ordonnés en quatre escadrilles[13].
  - Reprise des négociations entre les puissances centrales et la Russie[8].
  - Réunion du Conseil supérieur de la guerre à Versailles : les Alliés valident la mise en place d'une réserve générale, au terme de plusieurs mois de négociations[14]